# Tetum (Sprache)
Tetum (auch Tétum oder Tetun, früher Belu) ist eine der beiden Amtssprachen von Osttimor und eine Minderheitensprache im indonesischen Westtimor. Tetum ist eine malayo-polynesische Sprache, die viele Elemente aus der portugiesischen Sprache und dem Indonesischen/Malaiischen übernommen hat. Die Ethnie der Tetum verwendet Tetum als Muttersprache in verschiedenen Dialekten. Für die Entwicklung von Tetum als Amtssprache und die Standardisierung ist das Instituto Nacional de Linguística (INL) zuständig.

## Anzahl der Sprecher
Insgesamt sprechen allein in Osttimor über 432.766 Einwohner Tetum als Muttersprache (2015). 62,5 % der Gesamtbevölkerung können Tetum sprechen, lesen und schreiben, weitere 1,3 % sprechen und lesen, 2,2 % nur lesen und 25,7 % nur sprechen. Von den verschiedenen Dialekten geben 361.027 Osttimoresen an, dass Tetum Prasa ihre Muttersprache ist, 71.418 nennen hier Tetum Terik und 321 Nanaek (2015). 2024 sprachen Nanaek nur noch 297 Personen.
Ein Großteil der Einwohner der indonesischen Regierungsbezirke Belu und Malaka spricht ebenfalls Tetum als Muttersprache.

## Dialekte

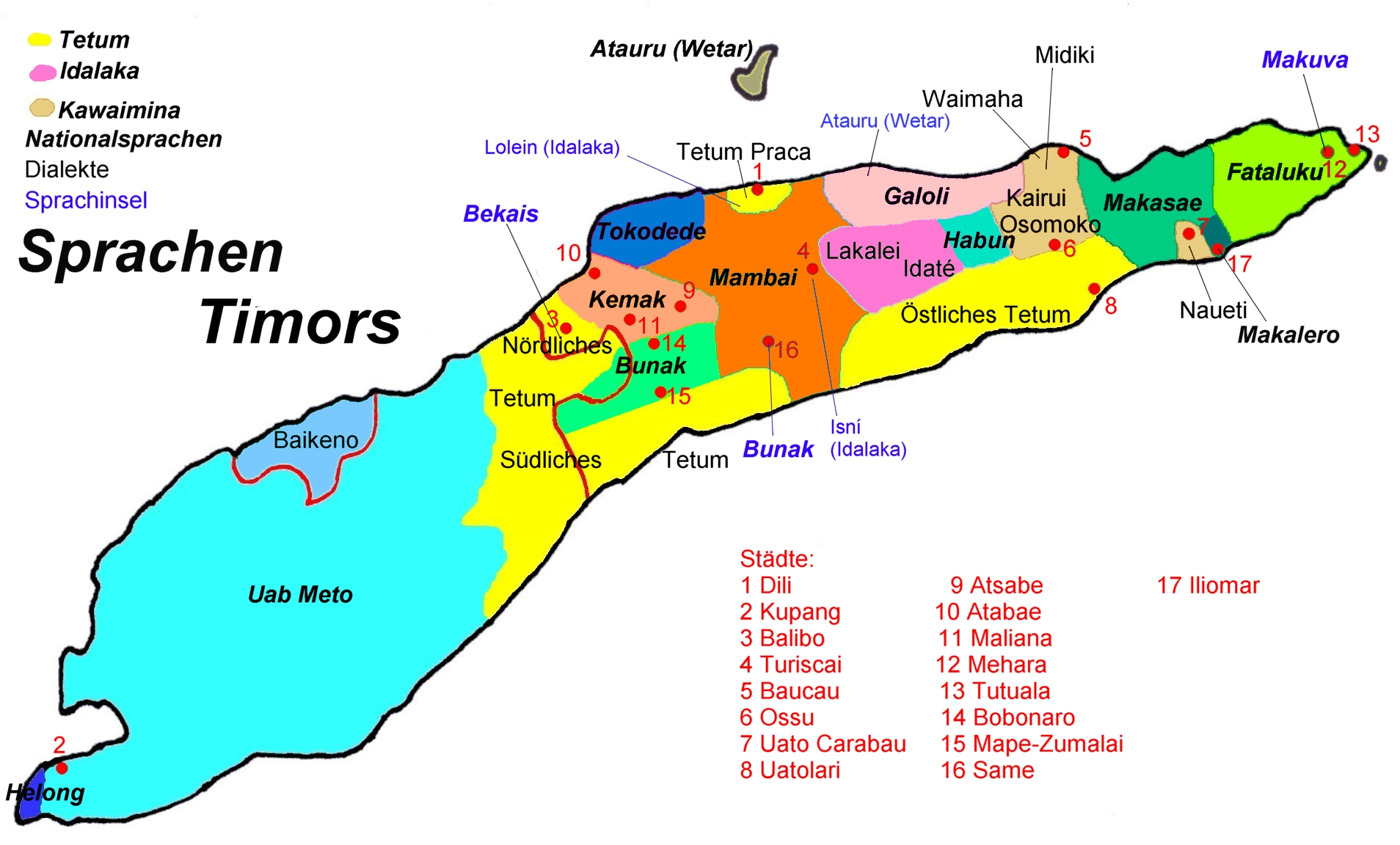
Übersichtskarte der Sprachen Timors

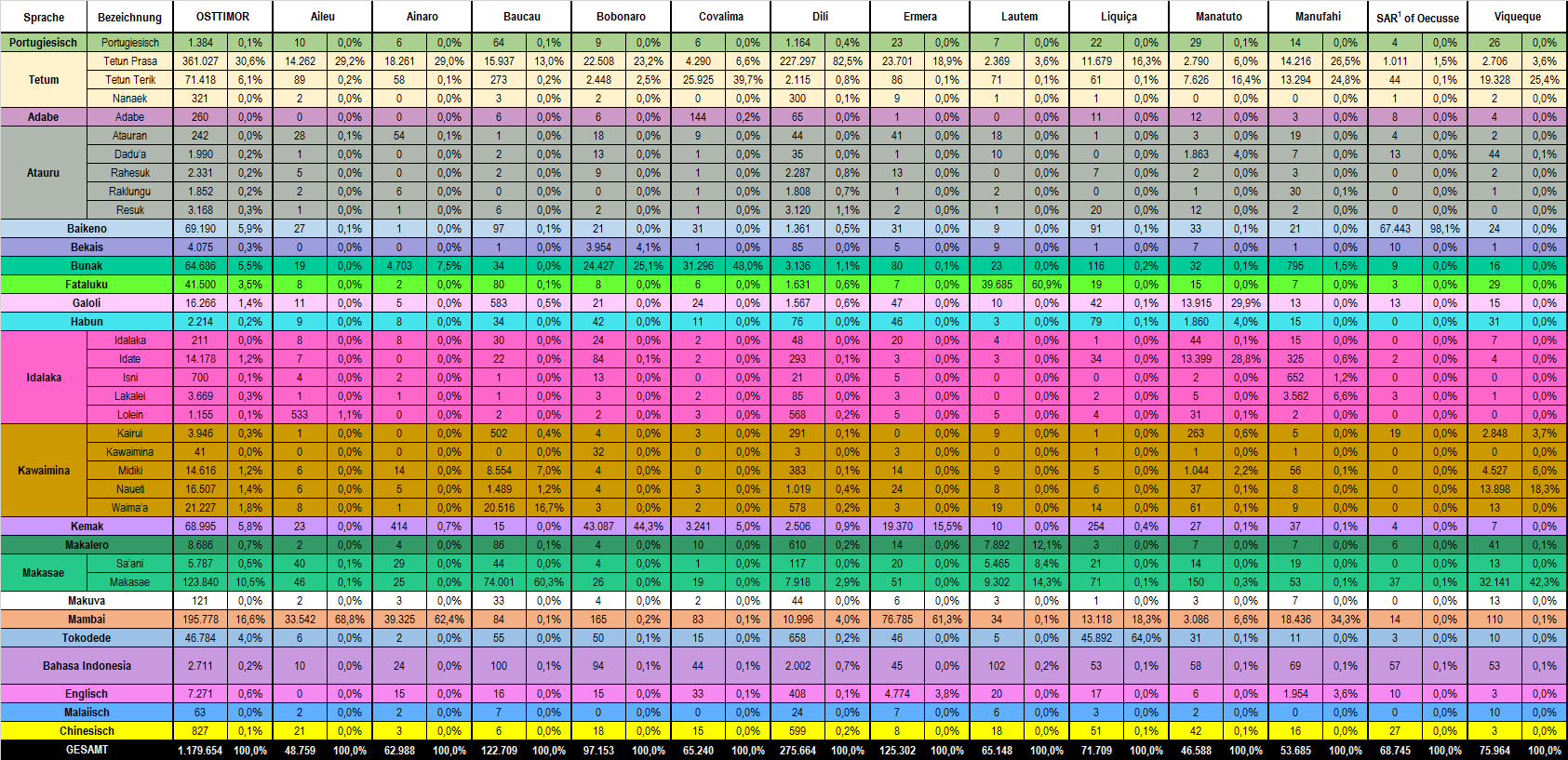
Anzahl der Sprecher der verschiedenen Sprachen in den einzelnen Gemeinden (Stand 2015)

Folgende Dialekte werden aufgeführt:
- Tétum Oficial (Tetun Prasa, Tétum-praça, Tetun Dili, Dili Tetun)
- östliches Tetum (Tetum Terik, Soibada, Natarbora, Lakluta)
- südliches Tetum (Lia Fehan, Flachland-Tetum, Tasi Mani, Belu Selatan, Belu Tetun, Belunesisch)
- nördliches Tetum (Lia Foho, Hügel-Tetum, Tasi Feto, Belu Utara, Belu Tetun, Belunesisch)
- Nanaek (Nana'ek)

Als die Portugiesen 1769 Dili zur neuen Hauptstadt ihrer Kolonie Portugiesisch-Timor machten, wurde in dem umliegenden Gebiet noch Mambai gesprochen. Folge war, dass das dortige Tetum Prasa (portugiesisch Tétum-praça) starke Einflüsse aus dem Mambai hat. Besonders stark war aber der Einfluss des Portugiesischen. Unter portugiesischer Herrschaft konnte man sich nur auf Portugiesisch weiterbilden, obwohl Tetum und die anderen Sprachen verwendet werden durften. Er wird heutzutage mehrheitlich in Dili und im Verwaltungsamt Ermera gesprochen. Weiter entfernt von der Hauptstadt, im Osten und an der Südküste Osttimors spricht man traditionell Tetum Terik. Tetum Prasa ist durch ihren Gebrauch als Zweitsprache heute weiter verbreitet und wird als Tétum Oficial auch in der Schule unterrichtet. Während der Kolonialherrschaft durch die Portugiesen war zwar Portugiesisch die Amtssprache, jedoch diente Tetum als lingua franca. Nach der Annexion Osttimors durch Indonesien wurde die portugiesische Sprache verboten. Die katholische Kirche hielt ihre Messen jedoch nicht auf Bahasa Indonesia, sondern auf Tetum und trug so zur Herausbildung der Sprache und Identitätsstiftung bei. Das Belu Tetum war die Sprache des alten Wehale-Königreichs, das sein Zentrum im heute indonesischen Teil Timors hat. Nanaek wird in Metinaro und entlang der Küste zwischen Dili und Manatuto gesprochen.
Geschriebene Wörter in Tetum, die mit einem „W“ beginnen, stammen aus dem Tetum Terik. Bei der Umwandlung in Tetum Prasa wird aus dem „W“ ein „B“.

## Vokabular

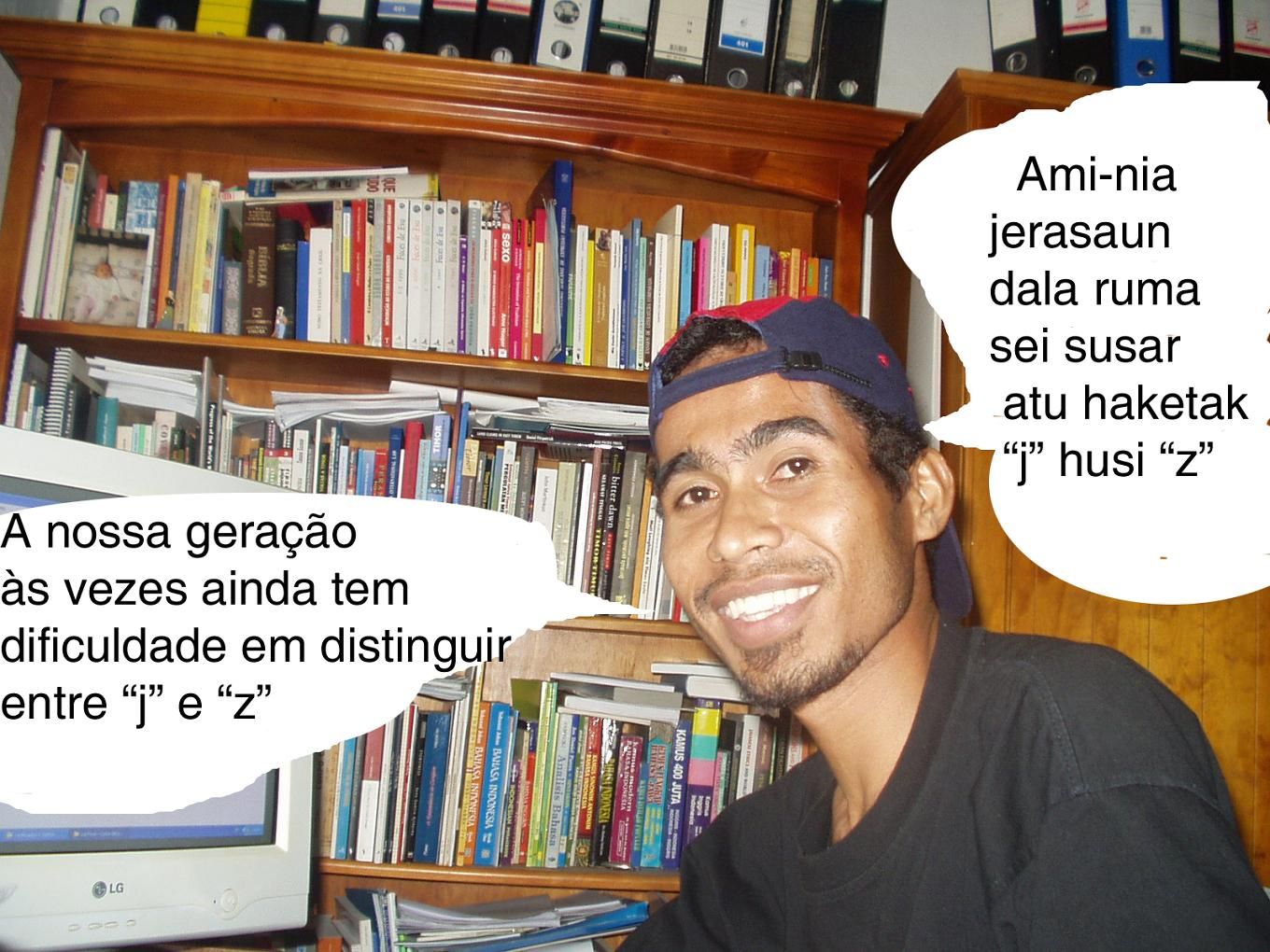
Portugiesisch und Tetum

Das Tetum-Wort für Wort ist liafuan, abgeleitet von lia („Stimme“) und fuan („Frucht“).
Im Tetum findet man neben Wörtern, welche die Sprache als austronesische Sprache auszeichnen, Lehnwörter aus dem Portugiesischen. Außerdem gibt es Wörter, die direkt aus dem ebenfalls austronesischen Indonesisch übernommen wurden. Für manche Begriffe werden Wörter verschiedenen Ursprungs parallel zueinander verwendet, so etwa für Stadt das indonesische Kota oder die aus dem Portugiesischen abgeleiteten Wörter prasa (port. praça, deu. Markt) und sidadi (port. cidade, deu. Stadt).

### Austronesischen Ursprungs
Austronesische Wörter:
- boot – „groß“
- ki'ik – „klein“
- mane – „Mann“
- feto – „Frau“
- foho – „Berg“
- tasi – „Meer“
- rain – „Land“

#### Lehnwörter aus dem Indonesischen

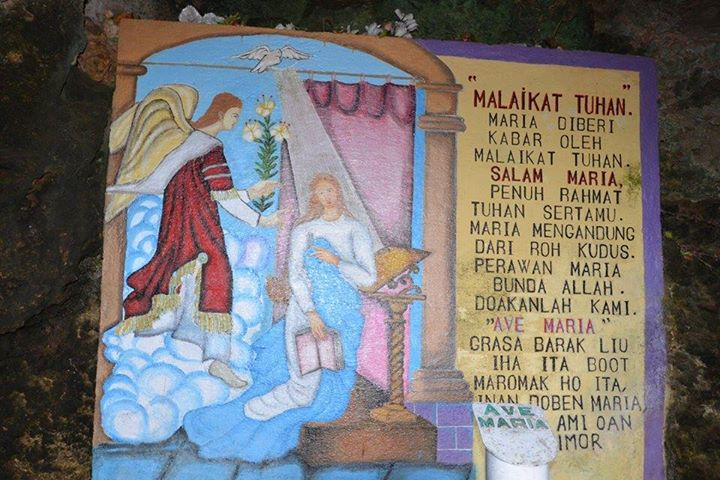
Das Ave Maria in Indonesisch und Tetum in Fatumaca

Wörter, die sich aus dem Malaiischen ableiten:
- barak – „viel“ (von banyak)
- bele – „können“ (von boleh)
- uma – „Haus“ (von rumah)
- dalan – „Straße“ (von jalan)
- karreta – „Auto“ (von kereta)
- lima – „fünf“ (von limah)
- oan – „Mensch oder Kind“ (von orang)
- tulun – „helfen“ (von tolong)
- malae – „Fremder“, „Ausländer“ (von melayu = „Malaie“)

### Lehnwörter aus dem Portugiesischen

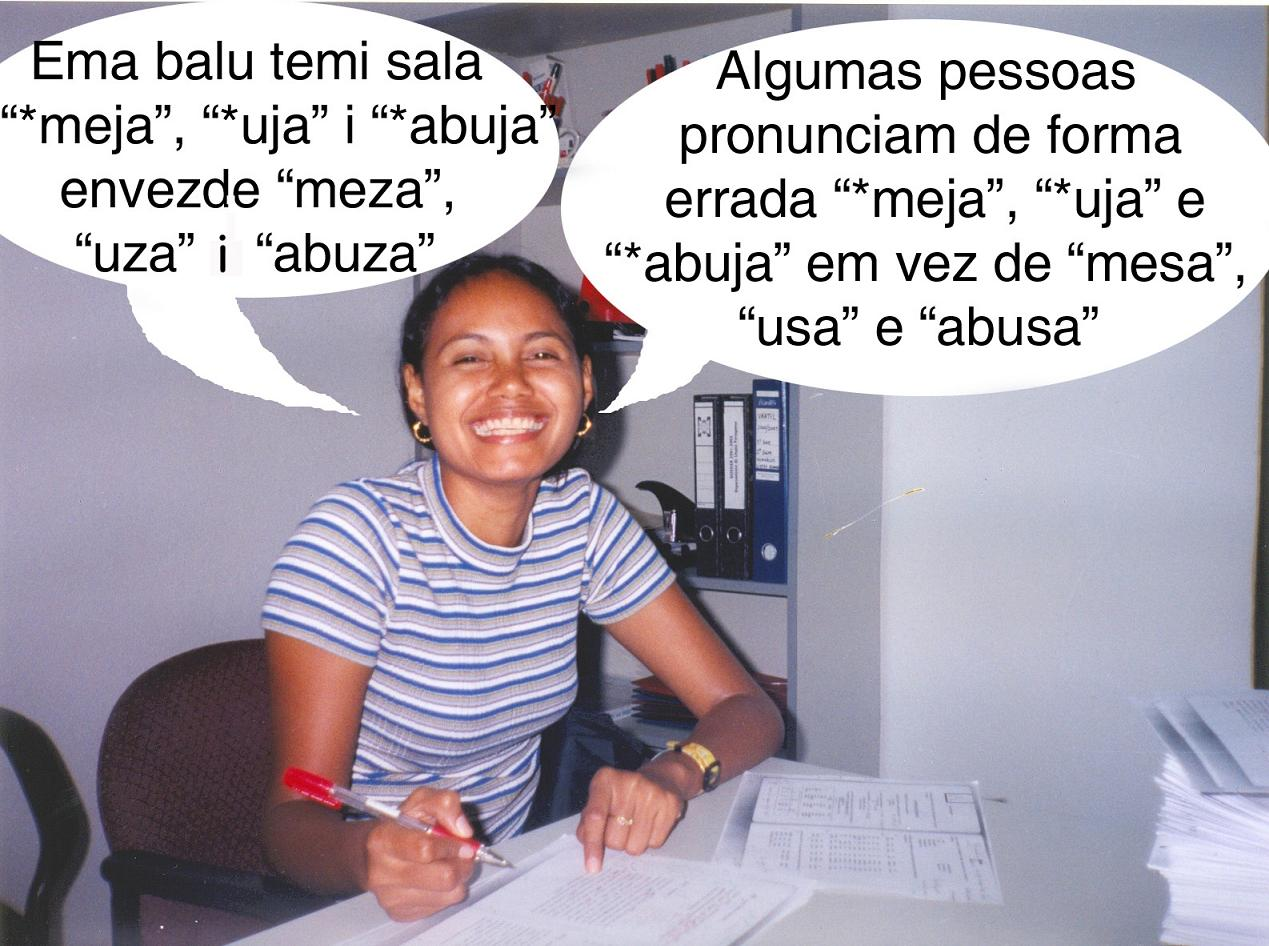
Tetum und Portugiesisch

Wörter, die sich aus dem Portugiesischen ableiten:
- aprende – „lernen“ (von aprender)
- demais – „zu viel“
- entaun – „so“, „nun“ (von então)
- eskola – „Schule“ (von escola)
- igreja – „Kirche“
- istória – „Geschichte“ (von história)
- paun – „Brot“ (von pão)
- povu – „Volk“ (von povo)
- relijiaun – „Religion“ (von religião)
- serveja – „Bier“ (von cerveja)
- tenke – „müssen“ (von tem que)
- ajuda – „Hilfe“

Wie im Indonesischen hat sich der Laut [z] (in Portugiesisch s or z geschrieben) in Tetum oft geändert zu [ʒ] (geschrieben j). Beispiele: meja („Tisch“) von mesa, kemeja („Hemd“) von camisa. Die portugiesischen Buchstaben b und v wurden gegeneinander ausgetauscht, wie in serbisu („Arbeit“) vom Portugiesischen serviço.

### Lehnwörter anderer Herkunft
- stroberry – „Erdbeere“ (vom englischen strawberry)

### Ländernamen
- Alemaña/alemaun – „Deutschland/deutsch“
- Áustria/austríaku – „Österreich/österreichisch“
- Listenstaina/listenstainianu – „Liechtenstein/liechtensteinisch“
- Suisa/suisu – „Schweiz/schweizerisch“

Der Tetum-Name für Osttimor ist Timór Loro Sa’e oder Timor Lorosa'e, was wörtlich übersetzt „Timor der aufgehenden Sonne“ bedeutet. Lorosa'e leitet sich ab von loro („Sonne“) und von sa‘e („aufgehen“). Loron bedeutet „Tag“.

### Zahlen
- ida – „eins“
- rua – „zwei“
- tolu – „drei“
- haat – „vier“
- lima – „fünf“
- neen – „sechs“
- hitu – „sieben“
- ualu – „acht“
- sia – „neun“
- sanulu – „zehn“
- sanulu-resin-ida – „elf“
- sanulu-resin-rua – „zwölf“
- sanulu-resin-tolu – „dreizehn“
- sanulu-resin-haat – „vierzehn“
- sanulu-resin-lima – „fünfzehn“
- sanulu-resin-neen – „sechzehn“
- sanulu-resin-hitu – „siebzehn“
- sanulu-resin-walu – „achtzehn“
- sanulu-resin-sia – „neunzehn“
- ruanulu – „zwanzig“
- ruanulu-resin-ida – „einundzwanzig“
- tolunulu – „dreißig“
- haatnulu – „vierzig“
- limanulu – „fünfzig“
- neennulu – „sechzig“
- hitunulu – „siebzig“
- walunulu – „achtzig“
- sianulu – „neunzig“
- atus ida – „einhundert“
- atus ida resin ida – „einhunderteins“

Jedoch benutzen junge Tetumsprecher oft auch malaiische/indonesische Wörter, wie etwa duapuluh („zwanzig“) statt ruanulu, speziell für Zahlen über Tausend. Die ältere Generation verwendet in diesem Fall oft auch die portugiesischen Wörter.